# Дуйзенберг, Вим
Вим Дуйзенберг (нидерл. Willem Frederik «Wim» Duisenberg, МФА: [ˈʋɪm ˈdœysə(m)ˌbɛrx]; 9 июля 1935, Херенвен — 31 июля 2005, Фокон, Воклюз) — первый президент (1998—2003) Европейского центрального банка (ЕЦБ), предшественник Жан-Клода Трише. Сыграл важную роль в становлении евро и выведении гульдена. Также известен тем, что он привязал курс гульдена к немецкой марке. Министр финансов Нидерландов в 1973—1977 годах. Президент Нидерландского банка с 1982 по 1997 год.
В возрасте 70 лет был найден утонувшим в частном плавательном бассейне. Официальная версия — остановка сердца.